# São Martinho dos Tigres
São Martinho dos Tigres, por vezes chamada simplesmente como Vila da Baía dos Tigres, é uma cidade fantasma no sul de Angola, localizada ilha dos Tigres, atualmente separada do continente pelo estreito dos Tigres. Para efeitos legais também é uma comuna do município de Tômbua, na província do Namibe.
Foi fundada, em 1860, como um empreendimento modelo de colonização, com vistas a servir como polo populacional e econômico numa das zonas mais inóspitas dos desertos do Caoco e do Namibe. O governo colonial português destacou muitos algarvios com grande experiência na pesca marítima para fundar o povoado de São Martinho dos Tigres, na até então baía dos Tigres.
O vilarejo detinha certa infraestrutura, tendo tornado-se o maior polo pesqueiro angolano, antes da primeira metade do século XX. Porém, em 1962, fortes ondas cortaram o istmo da península dos Tigres, tornando-a a atual ilha dos Tigres. A partir daí São Martinho dos Tigres enfrentou seguidos reveses, sofrendo problemas de abastecimento de água e suprimentos em geral.
Em 1975/76, dado que a maior parte de sua população tinha descendência europeia e, temendo represálias dos movimentos nacionalistas na guerra civil que estava em curso, a vila foi abandonada, nunca mais sendo povoada por longos períodos. Nas décadas de 1980 e 1990 o governo angolano tentou incentivar ondas de migração para repovoar a vila, mas não obteve êxito.
Mesmo assim, a partir de 1996, o governo angolano passou a nomear de maneira figurativa o administrador comunal de São Martinho dos Tigres, elaborando um ambicioso projeto de recuperação da localidade e do valioso polo pesqueiro. A União Europeia chegou a sinalizar apoio, mas a recuperação da vila ainda não iniciou efetivamente. A atividade econômica que ainda se desenvolve na área é turística, graças às lendas populares que rondam sua condição de cidade fantasma.
A vila dispõe de uma Base Naval de Manobra da Marinha de Guerra Angolana, sendo a única posição habitada da localidade.

## Galeria

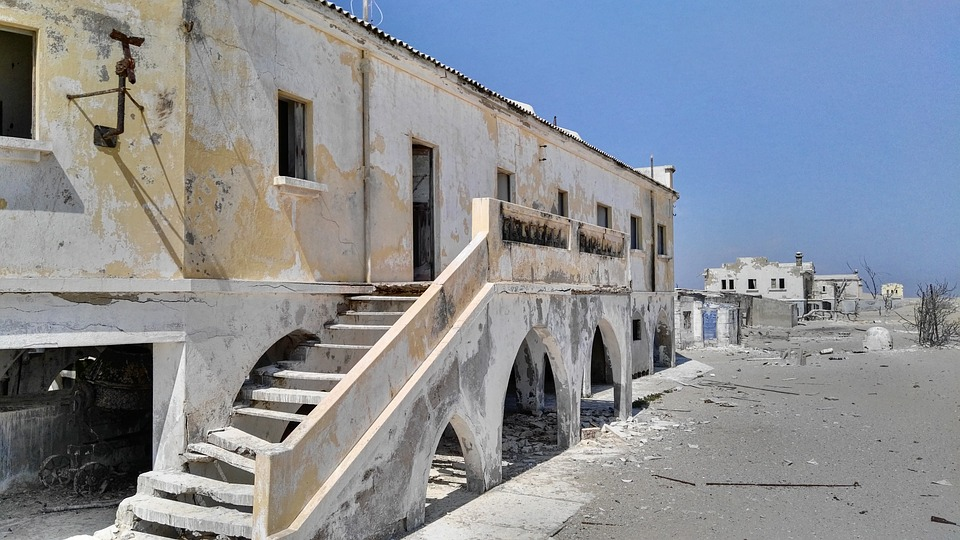
Enfermaria da vila.
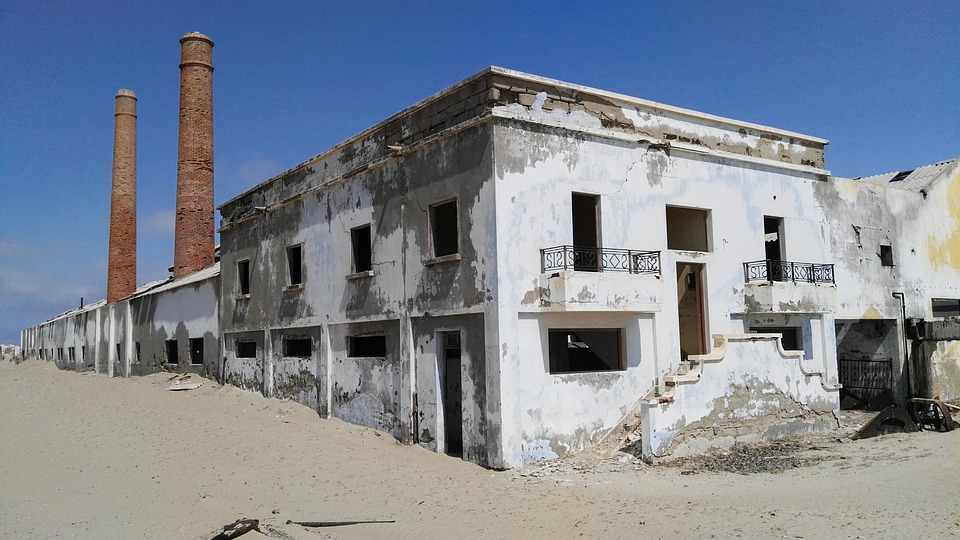
Fábrica de farinha de peixe.
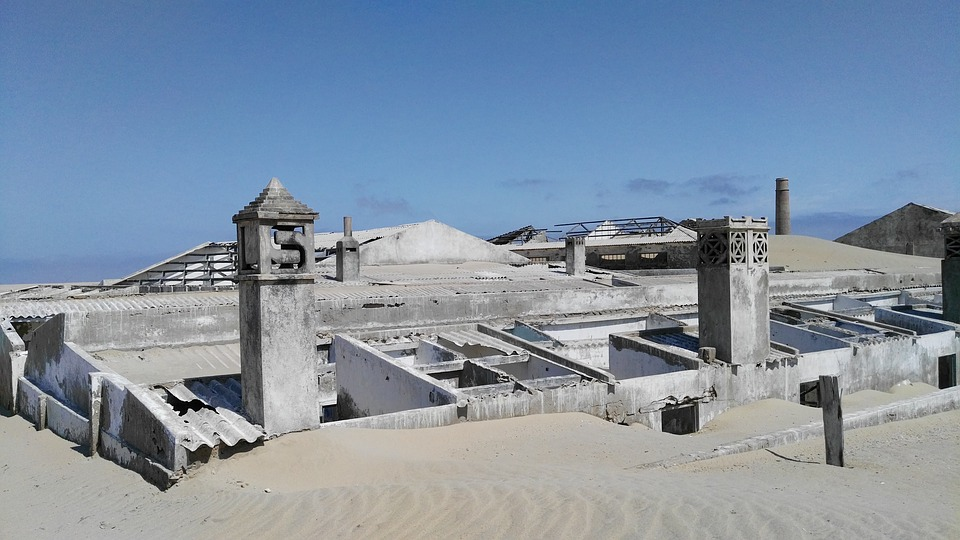
Lavanderia central e armazém comunal de suprimentos alimentícios.
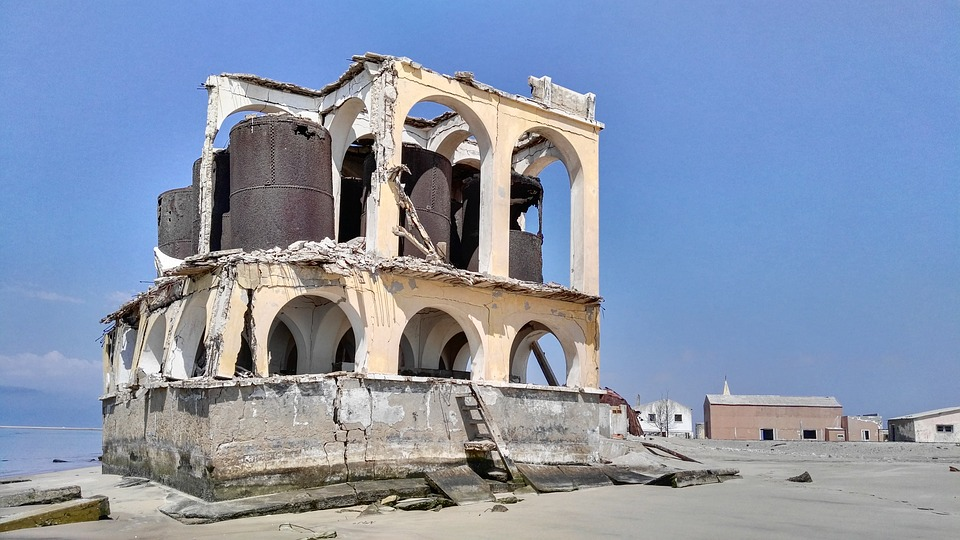
Fábrica de processamento de óleo de peixe, com os tanques de armazenamento à mostra.
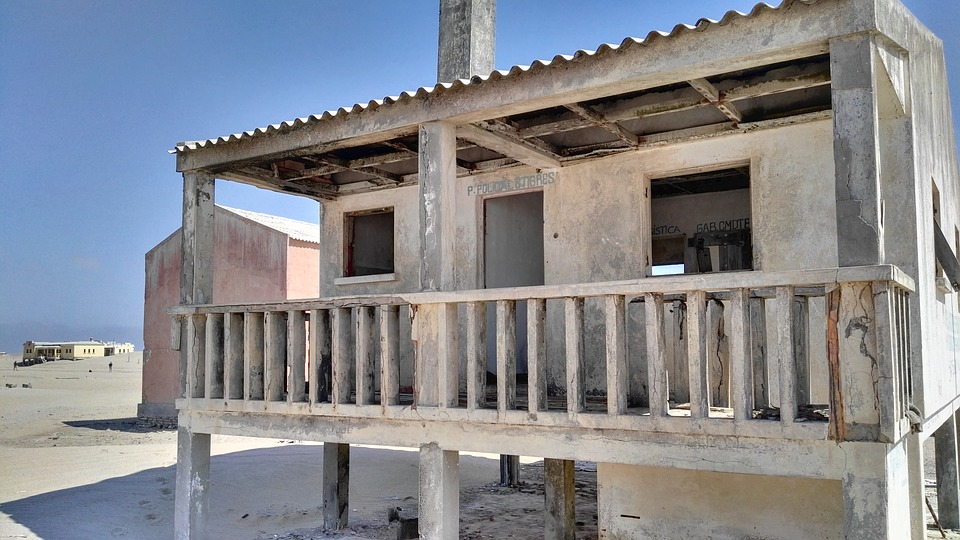
Sede da Delegacia de Polícia dos Tigres